# Петтай, Владимир Леонидович
Влади́мир Леони́дович Петта́й (8 мая 1973, Пудож, Карельская АССР — 20 июня 2011, Бесовец, Республика Карелия, Россия) — советский и российский футболист, позже российский футбольный судья, арбитр 4-й категории ФИФА в 2010—2011 годах. Первый судья российской футбольной Премьер-лиги из Карелии.
В бытность игроком Петтай выступал за несколько футбольных и мини-футбольных клубов из Петрозаводска. В 1997 году начал судейскую карьеру на матчах между любительскими командами, с 1999 года привлекался к играм Второго дивизиона, с 2001 года — к играм Первого дивизиона. С 2003 по 2011 годы судил матчи Премьер-лиги, отработав на 100 матчах в российском чемпионате. Обслуживал матчи в Лиге чемпионов и Лиге Европы УЕФА в качестве резервного арбитра и арбитра за воротами. Судейскую деятельность совмещал с тренерской работой в ДЮСШ № 7 города Петрозаводска.
За серию грубых судейских ошибок, допущенных в матче чемпионата России между ЦСКА и «Зенитом» в конце 2006 года, Петтай был дисквалифицирован и лишён права судить матчи Премьер-лиги. В конце 2007 года ему доверили судейство нескольких игр в Первом и Втором дивизионах, а в начале 2008 года он вернулся в Премьер-лигу. В конце 2009 года включён в список арбитров ФИФА. В качестве главного арбитра судил один матч Лиги Европы УЕФА в сезоне 2010/2011 и два официальных матча между юниорскими сборными.
Свою 100-ю и последнюю игру в качестве судьи РФПЛ Владимир Петтай провёл 14 июня 2011 года между казанским «Рубином» и московским «Динамо». Через шесть дней он погиб в катастрофе Ту-134 под Петрозаводском.

## Игровая карьера
Владимир Леонидович Петтай родился 8 мая 1973 года в городе Пудож (ныне Республика Карелия). По происхождению — эстонец. Отец работал лесничим, мать — воспитателем в детском саду. В футбол начал играть в возрасте 11 лет. До 5 класса проживал в Пудоже, позже его семья переехала в Петрозаводск. Владимир — воспитанник петрозаводской ДЮСШ № 7, первые тренеры — Владимир Цепковский (будущий директор ДЮСШ) и Станислав Ильинский. Он начинал карьеру в молодёжной команде «Орбита». По оценке Владимира Цепковского, Петтай был целеустремлённым игроком и за год сумел приблизиться к тому уровню, к которому учащиеся ДЮСШ шли от 4 до 5 лет. В 1990 году Владимир выступал в турнире «Кожаный мяч» среди 17-летних и выиграл его, забив в финальном матче решающий 11-метровый удар.
Будучи взрослым, он выступал в центре полузащиты за петрозаводский клуб «Спартак» (он же «Карелия-Асмарал»). За «Карелию-Асмарал» он сыграл в 1992 году 24 матча во Второй лиге, забив два гола. Хотя команда сохранила прописку во Второй лиге, позже её распустили. По оценке нападающего «Сортавалы» Владислава Бушманова, Петтай был техничным игроком, который прекрасно видел поле, умел обыгрывать соперников и обладал хорошим пасом. В то же время Петтай сам как игрок постоянно спорил с судьями, получая карточки за неспортивное поведение.
В 1993—1994 годах Петтай играл в чемпионате Республики Карелия за любительские клубы из Петрозаводска «Автомобилист» (в 1993 году стал чемпионом Карелии и полуфиналистом кубка Карелии) и «Динамо-Визит». В 1996 году Петтай играл за клуб «Сортавала», который тогда выступал одновременно и в чемпионате Карелии, и в четвёртом дивизионе Финляндии: в 17 играх он забил 5 мячей. Проект выступления клуба в чемпионате Финляндии успеха не имел, и Петтаю пришлось покинуть команду и расстаться с мечтой стать профессиональным футболистом. В дальнейшем он выступал во Второй лиге первенства Северо-Запада по мини-футболу за команду «Университет» (1997—1999 годы) и в Первой лиге чемпионата России по мини-футболу за клуб ГТС из Петрозаводска (1999—2001 годы). Арбитр Владимир Саманюк, который провёл с Петтаем более 300 игр на разных уровнях, полагал, что у Петтая были задатки стать «великим игроком», но тот в итоге выбрал карьеру судьи и стал «великим судьёй».
Петтай окончил лесоинженерный факультет Петрозаводского государственного университета, хотя на получение диплома у него ушло целых семь лет из-за того, что он брал неоднократно академический отпуск. Благодаря играм за университетский клуб в региональной мини-футбольной лиге его взял под свою опеку студенческий профком.

## Судейская карьера

### Путь к Премьер-лиге (1997—2003)
Владимир Петтай начал свою судейскую карьеру в 1996 году по совету директора ДЮСШ по футболу «Спартак» Владимира Буракова. На его решение стать судьёй повлиял и роспуск команды «Карелия-Асмарал»: судейство он расценивал для себя как шанс остаться в футболе. По словам Алексея Спирина, с Петтаем он познакомился на районных соревнованиях, а затем проследил за его работой на региональных турнирах. После того, как Владимир отправился за границу и отработал на матчах региональных команд, судейский корпус РФС пригласил Петтая на обучение, рассчитывая вывести его на высший уровень судейства. Петтай считал Алексея Николаевича одним из своих наставников, а Спирин считал Петтая своим самым прилежным учеником. Вне судейства на первых порах он подрабатывал сторожем.
Свой дебютный матч в качестве судьи Петтай провёл 17 мая 1997 года в рамках Первенства среди клубов КФК в зоне «Северо-Запад»: он был лайнсменом в бригаде Александра Ли, судившей в Кондопоге игру между клубами «Кондопога» и «Металлургом» из Пикалёво (гости победили со счётом 2:0). 13 сентября того же года он провёл свой первый матч как главный арбитр, отработав на игре того же Первенства КФК в зоне «Северо-Запад» Красном Селе между питерским клубом «Победа Автомобилист» и «Металлургом» из Пикалёво (клуб из Пикалёво победил 3:0). 1 мая 1999 года Петтай в качестве главного судьи провёл свой первый матч во Втором дивизионе, состоявшийся в рамках 3-го тура первенства в зоне «Запад» между дублем «Зенита» и московским клубом «Мосэнерго»: питерцы одержали дома победу со счётом 5:0. 14 апреля 2001 года Петтай провёл свой первый матч в Первом дивизионе, отсудив в Ижевске игру между ижевским клубом «Газовик-Газпром» и нижнекамским «Нефтехимиком»: хозяева победили 4:1, а Петтай показал семь предупреждений (три хозяевам и четыре гостям).
В 2001 году Петтай отработал на 17 матчах первенств России (7 в Первом дивизионе и 10 во Втором дивизионе). В сезоне 2001/2002 он судил два матча Кубка России, показав в них суммарно 10 предупреждений — игру 1/64 финала между вологодским «Динамо» и шуйским клубом «Спартак-Телеком» от 10 июня 2001 года (победа «Динамо» 1:0) и игру 1/32 финала между «Псковом-2000» и «Химками» от 30 июня 2001 года (победа «Химок» 2:0). В 2002 году Петтай отсудил 21 встречу первенств России (10 в Первом дивизионе и 11 во Втором дивизионе), отработал 1 июля на матче между дублёрами «Зенита» и владикавказской «Алании» в первенстве дублёров РФПЛ (победа «Зенита» 2:1), а 14 сентября — на матче 1/16 финала Кубка России между краснодарской «Кубанью» и махачкалинским «Анжи» (победили дагестанцы со счётом 2:1). Обслуживая матчи Первого и Второго дивизионов, Петтай одновременно успевал работать и на матчах среди клубов КФК.
Судейство для Петтая уже тогда не обходилось без происшествий. Так, на одном из матчей Второго дивизиона игрок клуба «Светогорец» заспорил с Петтаем, а после окончания матча решил выяснить с ним отношения путём драки: тренеры с большим трудом удержали агрессивного игрока. Другой случай имел место после одного из проигранных «Химками» матчей, когда несколько человек затем поехали в Петрозаводск и «прессанули» арбитра, выразив тем самым своё недовольство его судейством в матче: с тех пор каждый матч, проходящий в напряжённых условиях, Петтай называл «Химками». 5 мая 2002 года во время судейства матча Первого дивизиона между тольяттинской «Ладой» и «Томью» (0:0) ему дважды приходилось в первом тайме разнимать завязавшиеся на поле драке, а за всю встречу он восемь раз показывал игрокам предупреждения. В том же году 22 августа Петтай судил матч Первого дивизиона между «Амкаром» и питерским «Динамо», в котором изначально был зафиксирован счёт 1:0 в пользу пермяков: в адрес Петтая с трибун следовали оскорбления, связанные с тем, что к основному времени матча во втором тайме он добавил всего одну минуту, хотя предупреждений в том матче Петтай не показывал никому. Уже позже «Динамо» было присуждено техническое поражение в этом матче, поскольку «Динамо» превысило допустимый лимит легионеров на поле.

### Дебютный сезон в РФПЛ (2003)
31 мая 2003 года в Новороссийске Петтай провёл первый в своей судейской карьере матч российской Премьер-лиги между местным «Черноморцем» и «Ростовом». В том матче уже на 24-й минуте Петтай назначил свой первый в качестве судьи пенальти (гол в ворота гостей забил Ансар Аюпов), на 34-й минуте показал первое предупреждение (за грубую игру был наказан игрок хозяев Александр Черкес, а затем предупреждён Евгений Варламов). Та игра завершилась со счётом 2:2, а на последней минуте Петтай показал ещё два предупреждения игрокам «Ростова», доведя количество показанных им за матч карточек до 4.
В том же году Петтай судил три матча Кубка Премьер-лиги, в том числе два матча с участием «Зенита»: матч 1/8 против ЦСКА 29 марта (победа 2:0) и матч 1/4 против «Спартака» 6 июня (ничья 1:1). За судейство в матче «Зенита» и ЦСКА Петтай получил от инспектора оценку 8 баллов из 10 возможных. В игре «Зенита» и «Спартака» Петтай, по мнению газеты «Советский спорт», наказывал игроков даже за малейшие нарушения, чем и был обусловлен итог в виде 15 жёлтых и 2 красных карточек за матч (после второй жёлтой были удалены Александр Самедов у москвичей и Андрей Николаев у петербуржцев. Его третьим матчем в рамках Кубка была встреча 1/8 финала между «Шинником» и «Рубином» от 2 апреля: при счёте 0:0 победителя пришлось выявлять в серии пенальти, где верх одержал «Шинник» со счётом 3:1.
8 августа того же года в матче между московским «Торпедо» и «Зенитом» (победа «Зенита» 2:1) Петтай показал свою первую в РФПЛ красную карточку — на последней минуте матча был удалён Александр Кержаков. Всего за 2003 год Петтай отработал на 6 играх чемпионата России, показав суммарно 20 жёлтых карточек и одну красную, а также назначив один пенальти. Он стал самым молодым на тот момент арбитром в истории чемпионатов России, а также первым представителем Карелии в судейском корпусе Премьер-лиги за всю её историю. За год Петтай отсудил ещё 9 матчей Первого дивизиона и 5 матчей Второго дивизиона.

### Развитие карьеры (2004—2005)
31 июля 2004 года Петтай судил матч 1/16 финала Кубка России между саратовским «Соколом» и столичным ЦСКА, в котором «армейцы» сенсационно проиграли 0:2, пропустив голы на 8-й и 23-й минутах. По ходу матча Петтай на 28-й минуте назначил пенальти в ворота ЦСКА, однако Гизо Джеладзе не смог переиграть Вениамина Мандрыкина. За матч Петтай показал суммарно пять жёлтых карточек, две из которых переросли в красные: на 65-й минуте был удалён получивший второе предупреждение «армеец» Богдан Шершун. Через три недели, 21 августа Петтай отработал свой 10-й матч РФПЛ в карьере — матч 20-го тура чемпионата России в Санкт-Петербурге между «Зенитом» и «Спартаком». В этом матче Петтай показал 10 предупреждений (шесть «Спартаку» и 4 «Зениту») и назначил один пенальти в пользу «Зенита», а игра завершилась победой хозяев со счётом 2:0. 24 сентября он был назначен на матч московского «Торпедо» против «Крыльев Советов» вместо заболевшего Юрия Ключникова: матч состоялся в «Лужниках» и завершился поражением номинальных хозяев со счётом 0:1, а единственный гол с пенальти забил Андрей Тихонов на 24-й минуте. Петтай назначил в матче пенальти за то, что защитник «Торпедо» схватил за трусы Робертаса Пошкуса. После матча руководители судейского корпуса и представители обеих команд неоднократно просматривали повторы момента фола против Пошкуса: хотя санкций в отношении Петтая не последовало, «Торпедо» в соответствии со своим право по регламенту потребовало больше не назначать Петтая на матчи «автозаводцев».
Месяц спустя, 25 октября Петтай судил в Санкт-Петербурге матч между «Зенитом» и ЦСКА, который закончился поражением хозяев со счётом 0:3: хотя на тот момент Петтай не входил в число сильнейших судей страны, с задачами в матче он справился. По словам Владимира, после финального свистка недовольные результатом питерские болельщики бросались в судейскую бригаду подручными предметами (монетами, зажигалками и даже бутылками из-под коньяка), но конфликта с питерским клубом у Петтая тогда не возникло. 12 ноября Петтай обслуживал матч 30-го, последнего тура первенства между ярославским «Шинником» и московским «Локомотивом», в котором решалась судьба медалей чемпионата России: «Локомотив» выиграл встречу в Ярославле со счётом 2:0, а Петтай показал три жёлтые карточки (одну ярославцам, две москвичам). Благодаря этой победе «железнодорожники» стали чемпионами России, а преследовавший их ЦСКА занял 2-е место, уступив одно очко. После матча Петтаю позвонил президент ЦСКА Евгений Гинер, который поблагодарил арбитра за работу. Всего по итогам 2004 года Петтай отработал на 9 матчах чемпионатов России, показав 43 жёлтых карточки и одну красную и назначив 4 пенальти, а также на 8 матчах Первого дивизиона (36 жёлтых карточек и 4 красных). В рейтинге лучших арбитров РФС за 2004 год Петтай занял 3-е место.
6 марта 2005 года Петтай судил матч за Суперкубок России между «Локомотивом» и «Тереком»: арбитром на этот матч его выбрали по итогам жеребьёвки. Поединок завершился победой «Локомотива» со счётом 1:0 — единственный гол с пенальти забил Дмитрий Лоськов на 74-й минуте, а единственную карточку за матч Петтай показал только Малхазу Асатиани на 53-й минуте. Поводом для пенальти стал фол Геннадия Нижегородова против Владимира Маминова, однако игроки «Терека» выражали несогласие с назначенным 11-метровым ударом. 20 апреля Петтай судил снова матч на Кубок России — четвертьфинал между ЦСКА и подмосковным «Сатурном», в котором «армейцы» одержали победу со счётом 2:1; в матче он показал только одно предупреждение игроку подмосковного клуба Вячеславу Свидерскому, а 30 апреля отработал на матче первенства дублёров РФПЛ между «Амкаром» и «Ростовом» (победа «Амкара» 2:1). Ему довелось судить встречу 25 июня между ярославским «Шинником» и «Спартаком» (1:1), в которой он за первые 10 минут успел назначить пенальти в пользу «Спартака», забитый Неманьей Видичем, и удалить игрока «красно-белых» Эмануэля Погатеца за нанесение травмы Ярославу Харитонскому, которого доставили в больницу с двойным переломом ноги.
В течение этого года Петтай дважды отстранялся от судейства матчей РФПЛ за допущенные им ошибки. Первое отстранение случилось после игры 8-го тура РФПЛ 14 мая между московским «Динамо» и пермским «Амкаром», в котором пермяки победили 2:1: в матче Петтай показал 9 предупреждений (4 москвичам и 5 пермякам) и одно удаление, заставив покинуть поле Альберта Саркисяна на 81-й минуте после второй жёлтой. Он назначил пенальти в ворота москвичей, который на 52-й минуте реализовал Дмитрий Пятибратов. После матча Петтай объяснил, что пенальти в ворота «Динамо» был назначен за фол бразильца Дерлея против болгарина Захари Сиракова. Второе отстранение произошло после матча «Рубин» — «Локомотив», который состоялся 6 августа в Казани в рамках 19-го тура РФПЛ и завершился победой «Рубина» со счётом 3:1. За судейство Петтай получил от делегата матча «тройку» по 5-балльной шкале, однако помощник гендиректора «Рубина» по безопасности записал в протоколе, что в адрес судейской бригады звучали угрозы расправы со стороны проигравших. В перерыве матча и после игры администратор «Локомотива» Анатолий Машков и президент клуба Валерий Филатов нецензурно выражались в адрес бригады, хотя жалобу на судейство составили без каких-либо эксцессов со своей стороны. Уже по возвращении из Казани в Москву Петтай был избит неизвестными: по факту нападения на арбитра было возбуждено уголовное дело. Петтай не комментировал слухи об избиении, но заявил о том, что если на матчах не будет обеспечена безопасность судей, он может прекратить судейскую карьеру. Всего в 2005 году на чемпионатах России он отсудил 12 встреч, показав 46 жёлтых и 3 красных карточки (в двух случаях игроки удалялись после вторых жёлтых) и назначив 7 пенальти. В Первом дивизионе он отработал на 4 встречах (15 жёлтых и одна красная карточки).

### Скандал в матче ЦСКА — «Зенит» (2006)
В 2006 году Петтай судил четыре матча Кубка России (по два в каждом розыгрыше). В розыгрыше сезона 2005/2006 он судил четвертьфинал 12 апреля между московским «Динамо» и «Сатурном» (победа «Динамо» 3:1) и полуфинал 10 мая между «Сатурном» и «Спартаком» (победа «Спартака» 3:1), а в розыгрыше сезона 2006/2007 в том году он работал на матчах 1/32 финала между нижегородским «Спартаком» и «КАМАЗом» из Набережных Челнов от 21 июня (победа нижегородцев 1:0) и 1/16 финала между «Тереком» и «Москвой» от 2 июля (победа грозненцев 4:1). 6 июля Петтай отсудил последнюю игру в истории стадиона имени Кирова — домашний матч «Зенита» матч против московского «Динамо», который завершился со счётом 0:0. Этот матч стал для Петтая 31-м в чемпионатах России, но первым, в котором он ни разу не зафиксировал взятие ворот. На следующей неделе, 12 июля в рамках 10-го тура чемпионата России Петтай обслуживал домашний матч нальчикского «Спартака» и «Томи», который завершился со счётом 1:0. По итогам матча Петтай получил 4 балла по 10-балльной шкале от делегата матча (оценка «неудовлетворительно»), поскольку не назначил в матче пенальти, а вместо этого наказал пострадавшего игрока за симуляцию (на 72-й минуте жёлтую карточку за симуляцию получил Денис Киселёв). В розыгрыше того чемпионата Петтай также судил матчи нальчикского «Спартака» против «Зенита» 23 апреля в 6-м туре (1:1) и против московского «Динамо» 20 октября в 23-м туре (0:1), удостоившись оценок в 8,7 и 8,5 баллов соответственно. Всего в 2006 году Петтай отработал на 15 матчах чемпионата России, показав 80 жёлтых карточек и три красных (в том числе две как вторые жёлтые), а также назначив три пенальти; в Первом дивизионе он работал на 4 матчах, показав 18 предупреждений.
5 ноября 2006 года в Москве состоялся последний для Владимира Петтая в том году матч — поединок между ЦСКА и «Зенитом» в рамках 26-го тура чемпионата России. Он стал для него 40-м в чемпионате России: по ходу встречи Петтай установил личный рекорд по числу показанных за матч карточек (7 карточек получили «зенитовцы», 5 — «армейцы»). Однако этот матч чуть не стал последним в судейской карьере Петтая, поскольку арбитр допустил несколько серьёзных судейских ошибок, повлиявших на исход матча. Его помощниками в той встрече были двое арбитров региональной категории — Вадим Бращин из Рязани и Владислав Хупавко из Челябинска: с Бращиным Петтай работал на матче «Спартак» — «Зенит», который состоялся 14 октября 2006 года и завершился победой «Спартака» 1:0. Однако факт назначения этих помощников на такую ответственную игру воспринимался крайне неоднозначно; звучали даже предложения привлечь бригаду иностранных арбитров, что в те годы в РПЛ считалось нормой. Делегатом встречи был назначен Андрей Будогосский.
Ошибки Петтай начал допускать уже с начала встречи. Так, на 9-й минуте он не засчитал чистый гол Андрея Аршавина под предлогом положения вне игры, зафиксированного лайнсменом Хупавко, хотя «зенитовец» находился дальше от ворот ЦСКА, чем ближайший к ним полевой игрок хозяев Дейвидас Шемберас. На 17-й минуте произошла стычка, в ходе которой «зенитовец» Фернандо Риксен, мешая «армейцу» Вагнеру Лаву ввести мяч в игру ударом со штрафного, толкнул его рукой в плечо, в ответ на что Вагнер ударил Риксена кулаком в лицо. Петтай в этом эпизоде ограничился только тем, что наказал Вагнера жёлтой карточкой за неспортивное поведение. Свою ошибку в этом эпизоде Петтай объяснял тем, что отвлёкся на фол Элвира Рахимича и не успел увидеть провокацию со стороны Риксена. Во втором тайме произошёл эпизод с пенальти, во многом определивший исход встречи. На 56-й минуте Петтай назначил 11-метровый в ворота «Зенита» за фол защитника петербуржцев Кима Дон Джина против Вагнера Лава. Гости не отрицали факт фола, но утверждали, что игрок «армейцев» Дуду перед этим оказался в положении «вне игры», но лайнсмен Хупавко офсайд не зафиксировал. Рикарду Карвалью реализовал пенальти, забив, как оказалось, единственный в матче гол (ЦСКА победил 1:0). Спустя минуту Андрей Аршавин вышел один на один и снова поразил ворота противника, но лайнсмен Бращин и здесь определил офсайд, а удар Аршавина был нанесён уже после свистка в полную силу, а не по инерции. У «зенитовца» уже была жёлтая карточка, которую он получил на 52-й минуте за грубый фол против Сергея Игнашевича, повлекший за собой травму «армейца», однако Петтай всё же не показал Аршавину вторую жёлтую карточку и не удалил его с поля, несмотря на настойчивые требования хозяев. По словам супруги арбитра, Владимир сознательно решил не удалять «зенитовца», поскольку считал, что после отмены двух чистых (как позже выяснилось) голов удаление игрока было бы неэтичным. С 60-й минуты и вплоть до конца матча Петтай показал ещё семь жёлтых карточек футболистам обеих команд: оставшаяся часть игры сопровождалась ожесточёнными стычками. На 5-й добавленной минуте после удара «зенитовца» Фатиха Текке питерцы стали требовать назначения пенальти в ворота ЦСКА под предлогом того, что мяч попал в руку защитнику «армейцев» Ивану Таранову. Однако Петтай не назначил пенальти, а телеповтор показал, что мяч попал Таранову не в руку, а в живот.
После игры пресса публично обвиняла Петтая в поражении «Зенита», которое лишило петербуржцев всех шансов на победу в чемпионате России. Тренеры обеих команд выдвигали друг другу претензии в грубой игре, но если представители «Зенита» акцентировали внимание на судейских ошибках и решениях в пользу «армейцев», то игроки и тренеры ЦСКА отвергали подобные тезисы. В частности, президент ЦСКА Евгений Гинер сказал, что Петтаю достаточно было показать в первом тайме обеим командам по жёлтой карточке за грубость, чтобы предотвратить последующие скандалы, а тренер Валерий Газзаев и вовсе заявил, что арбитр сам пытался сдерживать «зенитовцев» от излишней грубости. Руководство «Зенита» не только подало жалобу на пять эпизодов с участием Петтая, но и обратилось к ЦСКА с призывом переиграть матч, мотивируя это крайне необъективным судейством. «Армейцы» отказались, формально сославшись на регламент и при этом обвинив «Зенит» в одностороннем взгляде на ситуацию с судейством. Делегат встречи Андрей Будогосский оценил работу Петтая на 5,3 балла по 10-балльной шкале, поставив каждому из его ассистентов оценку в 4 балла. Коллегия футбольных арбитров признала ошибочными решения Петтая не только об отмене обоих голов Андрея Аршавина, но и о назначении пенальти в ворота «Зенита».
Владимир Леонидович признал допущенные им ошибки и объяснил, что изначально выбрал неверную тактику судейства встречи, решив не наказывать команды за мелкие фолы и рассчитывая тем самым дать им по-настоящему поиграть в матче, в котором решалась судьба чемпионского титула. Он заявил, что на протяжении последних восьми матчей у него постоянно менялись помощники в бригаде, что могло сказаться на его общем качестве судейства, но не снял с себя ответственность за неправильные решения. Исполняющий обязанности департамента судейства и инспектирования РФС Андрей Будогосский позже отмечал, что многие из ошибок Петтая были вызваны именно неверными решениями со стороны ассистентов арбитра из Петрозаводска. В то же время в программе «Человек и закон» даже прозвучала версия о якобы возможном подкупе арбитра, не подтверждённая какими-либо внятными аргументами. 6 ноября 2006 года, на следующий день после матча все члены судейской бригады во главе с Владимиром Петтаем были дисквалифицированы до конца 2006 года.

### Период дисквалификации (2007)
1 марта 2007 года был оглашён список судей и инспекторов на первый круг чемпионата России в Премьер-лиге и первенства России в Первом дивизионе: в списке отсутствовала фамилия Петтая. Тот не был заявлен судить ни матчи Премьер-лиги, ни матчи каких-либо других профессиональных российских дивизионов в том году, а президент РФС Виталий Мутко заявил, что у Петтая «нет перспектив» в судейских делах, и намекнул на то, что дисквалификация является бессрочной. По словам Алексея Спирина, из-за скандального матча между ЦСКА и «Зенитом» сорвались планы РФС предложить кандидатуру Петтая на включение в международный список арбитров.
Коллеги Петтая говорили, что в течение всего года Владимир Леонидович прикладывал большие усилия, чтобы вернуться в список действующих судей РФС, хотя часто у него возникали мысли о необходимости окончательно завершить судейскую карьеру. Свою форму он поддерживал, работая на региональных матчах любительских команд в Карелии и Ленинградской области. Так, 4 мая 2007 года он впервые после игры ЦСКА и «Зенита» вышел в составе судейской бригады на поле, обслуживая в качестве лайнсмена матч 1-го тура Кубка России среди ЛФК в зоне «Северо-Запад», в котором петрозаводская «Карелия» забила 11 безответных мячей «Кондопоге». Уже на следующий день он в рамках 2-го тура того же кубка, но в качестве главного арбитра судил матч между «Каралом» из Надвоиц и той же «Карелией», которая уступила «Каралу» 0:2. Помимо игр этого Кубка, он судил матч на Суперкубок Мурманской области между мурманским «Динамо-ГПС» и «Кандалакшей» (ничья 2:2 в основное время, по пенальти победило «Динамо-ГПС»).
Петтаю предлагали переехать судить официальные матчи в Прибалтику, и этот вопрос даже обсуждался на самом высоком уровне, но арбитр отклонил все подобные предложения. Летом 2007 года РФС амнистировал арбитра, включив его в список резервных арбитров РФПЛ, а в конце года Петтаю доверили судить три матча Первого дивизиона и серию игр Второго дивизиона — он отработал на одном матче зоны «Центр» и пяти матчах в зоне «Запад». В последующие годы Петтай уже не судил игры Второго дивизиона.

### Возвращение в РФПЛ (2008—2010)
5 марта 2008 года Владимир Петтай был включён в списки арбитров, которым предстояло судить матчи первого круга чемпионата России. Уже в матче 1-го тура между «Тереком» и «Крыльями Советов» (победа «Крыльев» 3:0) он работал в качестве резервного судьи. Первым для судьи матчем после дисквалификации стала встреча московского «Динамо» и «Химок», состоявшаяся 23 марта 2008 года на стадионе в Петровском парке, где проходил и злополучный матч ЦСКА — «Зенит». Игра завершилась победой «Динамо» со счётом 3:0, а по ходу матча Петтай показал шесть жёлтых карточек (четыре карточки «динамовцам» и две химчанам). По словам президента Коллегии футбольных арбитров Сергея Зуева, в первые 15 минут арбитр держался немного скованно, но затем влился в ход игры, справившись с возложенными на него задачами. В том же году Петтай был назначен на матч 10-го тура «Терек» — «Амкар» вместо отстранённого Виталия Дорошенко (матч завершился победой «Амкара» 1:0, Петтай показал по 2 жёлтые карточки игрокам обеих команд).
6 августа того же года Петтай должен был судить игру 1/16 финала Кубка России между брянским «Динамо» и московским «Спартаком», однако в итоге отработал на другом кубковом матче — между «Кубанью» и московским «Динамо» («динамовцы» победили 1:0). В этом матче он показал четыре предупреждения, а матч стал его единственной игрой в розыгрыше Кубка сезона 2008/2009: всего в Кубках России он отработал на 10 матчах в разные годы. По итогам 2008 года Петтай отработал всего на 20 матчах чемпионата России в качестве главного арбитра, показав 103 жёлтых карточки и 5 красных карточек (из них три удаления последовали после вторых жёлтых) и назначив 4 пенальти, а также отсудил шесть матчей Первого дивизиона в 2008 году, показав в них 24 жёлтых и 2 красные карточки. Он вошёл в список 5 лучших судей РФС за год, не получив ни одной неудовлетворительной оценки за проведённые встречи, но при этом с момента своего возвращения больше не судил ни один матч с участием «Зенита».
7 марта 2009 года Петтай был резервным судьёй на матче за Суперкубок России между «Рубином» и ЦСКА, который обслуживал Станислав Сухина (игра завершилась победой ЦСКА в овертайме 2:1). 28 марта того же года матчи 1-го тура Первого дивизиона ПФЛ открывали судьи Премьер-лиги, среди которых был и Петтай, судивший встречу «Шинник» — «Краснодар» (ничья 1:1 в матче 28 марта). Летом того же года Петтай вместе с Сергеем Карасёвым были включены в предварительный список кандидатов на включение в группу арбитров ФИФА: Владимир был приглашён на сборы, где сдавал физическую подготовку и основы английского языка. В октябре ему сообщили о включении в группу арбитров ФИФА, а в декабре того же года в списке судей ФИФА появились официально 12 российских арбитров, включая Карасёва и Петтая. Петтай входил в 4-ю категорию арбитров, которая была самой низкой из существовавших ступеней в группе арбитров ФИФА.
9 августа 2009 года Петтай обслуживал матч 17-го тура чемпионата России между «Крыльями Советов» и «Локомотивом», который завершился победой «Локомотива» со счётом 3:1. По ходу матча на 76-й минуте Петтай не назначил пенальти в ворота «Локомотива» после того, как в штрафной после контакта с защитником «железнодорожников» Малхазом Асатиани упал Руслан Аджинджал, и показал Аджинджалу жёлтую карточку за симуляцию. После игры хозяева подали жалобу на действия Петтая, а делегат матча Виктор Башкиров оценил работу судьи на 3 балла по 5-балльной шкале. Уже после матча Петтай признал свою ошибку, объяснив решение тем, что обратил своё внимание только на Аджинджала, а не на фолившего Асатиани, который наступил Аджинджалу на ногу. В связи с этой ошибкой Петтай был отстранён от судейства на несколько туров. 13 сентября Петтай судил матч между «Спартаком» и «Динамо», в ходе которого на 29-й минуте форвард «Спартака» Веллитон, перепрыгивая через вратаря «Динамо» Владимира Габулова, нанёс ему удар коленом в голову: получившего травму вратаря срочно заменил Антон Шунин. После матча врачи диагностировали у Габулова закрытый перелом скуловой кости со смещением, сотрясение мозга и носовое кровотечение. Петтай же ограничился тем, что показал Веллитону жёлтую карточку: несмотря на требования «Динамо» дисквалифицировать Веллитона, их протесты КДК РФС не удовлетворил. Игра завершилась со счётом 1:1, а Петтай за матч показал всего 8 жёлтых карточек (5 — игрокам «Динамо», 3 — игрокам «Спартака»). За судейство он получил всего 4 балла по 10-балльной шкале, хотя утверждал, что внимания на эпизоде с участием Веллитона и Габулова после игры никто не заострял.
Всего по итогам 2009 года Петтай отработал на 19 матчах чемпионата России, показав суммарно 83 жёлтые карточки и 7 красных (из них 5 удалений после вторых жёлтых) и назначив 5 пенальти, а также отсудил 5 матчей Первого дивизиона, войдя снова в Топ-5 лучших арбитров РФС. В том же году Петтай окончил Ленинградский государственный университет имени А. С. Пушкина, куда поступил для получения педагогического образования в области физической культуры, необходимого для более качественной работы в спортивной школе. Его дипломная работа носила название «Комплексная программа развития массового футбола в Республике Карелия в 2009—2013 годах», в которой он дал подробный анализ состояния футбольных полей Карелии, команд и перспективы развития. Работу он защитил на оценку «отлично», но проект на практике так и не успел реализовать.
В 2010 году Петтай судил 12 матчей чемпионата России, показав в них 54 жёлтых карточки и 2 красных (обе в качестве вторых жёлтых) и назначив 3 пенальти. Помимо этого, он был резервным судьёй на матче 2-го тура между «Сатурном» и «Сибирью», прошедшим 20 марта 2010 года (1:1), а днём ранее судил игры молодёжных составов этих же клубов. За 2010 год он также отработал на трёх матчах Первого дивизиона. Резонанс вызвал матч 10-го тура РФПЛ, состоявшийся 10 мая во Владикавказе между местной «Аланией» и московским «Спартаком» (победа хозяев 5:2). Согласно протоколу матча, при счёте 2:2 на 52-й минуте игрок «Спартака» Александр Козлов получил от Петтая жёлтую карточку за неспортивное поведение: в этот момент, по словам тренера «Спартака» Валерия Карпина, Козлова снесли в штрафной площади, но вместо назначения пенальти Петтай показал карточку Козлову. Критикуя судейство бригады Петтая, Карпин назвал судей «клоунами», но позже извинился перед Петтаем за сказанные слова.

### Арбитр на международных встречах (2006—2010)
18 июля 2006 года Петтай провёл свой первый еврокубковый матч в качестве резервного арбитра в составе бригады Станислава Сухины: это был ответный поединок 1-го квалификационного раунда Лиги чемпионов между македонским клубом «Работнички» и люксембургским клубом «Ф91 Дюделанж». Встреча завершилась со счётом 0:0 (в следующий раунд вышли «Работнички», выигравшие первый матч 1:0). 28 сентября Петтай в том же статусе в составе той же бригады судил ответный матч 1-го раунда Кубка УЕФА между венской «Аустрией» и варшавской «Легией», который завершился победой венской команды 1:0 и её выходом в следующий раунд (в первом матче была ничья 1:1). 18 октября в составе бригады Юрия Баскакова и снова в качестве резервного судьи он обслуживал матч группы C Лиги чемпионов между «Галатасараем» и ПСВ (стамбульцы проиграли дома 1:2). Из-за последствий своей дисквалификации он долгое время отказывался возвращаться к судейству международных встреч, даже допуская, что судейский скандал был кем-то подстроен, чтобы не дать ему получить статус международного арбитра ФИФА.
Петтай был включён в состав бригады Игоря Егорова, которая должна была судить 28 августа 2008 года ответный матч 2-го квалификационного раунда Кубка УЕФА между «Ренном» и «Стабеком»: изначально назначенный в качестве главного судьи этой встречи Станислав Сухина отправился судить другую игру этого же раунда между «Влажнией» и «Наполи». Однако, согласно официальным протоколам УЕФА, на состоявшемся 28 августа матче «Ренн» — «Стабек» (2:0) резервным арбитром был именно Сухина, а не Петтай. В том же году Петтай успел отработать резервным арбитром 17 декабря на матче группового этапа Кубка УЕФА между «Гамбургом» и «Астон Виллой», который судил Алексей Николаев. По словам Николаева, он лично попросил включить Петтая в бригаду: хотя на тот момент Петтай уже ушёл в отпуск и настоятельно просил его не включать ни в какие заявки, по первой же просьбе Николаева он прервал отпуск и отправился в Гамбург на матч.
22 июля 2009 года всё та же бригада Станислава Сухины с Владимиром Петтаем в качестве резервного арбитра судила ответный матч 2-рго квалификационного раунда Лиги чемпионов УЕФА между шведским «Кальмаром» и венгерским «Дебреценом» в городе Кальмар. Тогда хозяева победили 3:1, но по правилу «гостевых голов» не вышли в следующий раунд из-за поражения 0:2 в первом матче. Через неделю, 30 июля уже в составе бригады Владислава Безбородова он как резервный арбитр обслуживал первый матч 3-го квалификационного раунда Лиги Европы между македонскими «Работничками» и датским «Оденсе», проходивший в Скопье и завершившийся победой датской команды со счётом 4:3. 27 августа на этой же должности в бригаде Сухины Петтай судил ответную игру раунда плей-офф Лиги Европы в Тель-Авиве между местным «Хапоэлем» и чешским «Теплице»: оба гола были забиты в концовке матча, зафиксировав ничью 1:1, но благодаря победе в предыдущей встрече 2:1 израильский клуб вышел в следующий раунд. 22 октября в Лиссабоне бригада Николая Иванова судила матч 3-го тура группового этапа Лиги Европы 22 октября в Лиссабоне между «Бенфикой» и «Эвертоном», завершившийся победой хозяев 5:0 (Петтай снова работал в этой бригаде резервным арбитром).
В 2010 году Петтай провёл первые официальные международные матчи в качестве главного арбитра. 16 января он судил на Кубке Содружества матч 1-го тура группового этапа между «Рубином» и лиепайским «Металлургом» (0:1), показав всего одно предупреждение игроку казанцев Игорю Портнягину, а 19 января — матч 3-го тура на том же групповом этапе между сборной России (сборной клубов) и таллинской «Левадией» (1:1). В этом матче Петтай на 39-й минуте удалил Виктора Климеева за фол последней надежды и назначил пенальти, реализованный Константином Нахком. Позже Петтай дебютировал в отборочном цикле молодежного чемпионата Европы в качестве главного арбитра, отработав в хорватском Вараждине 19 мая на матче между Хорватией и Словакией. Матч завершился со счётом 1:1, а Петтай показал две жёлтые карточки словакам Владимиру Вайссу-младшему и Петеру Шулеку. 15 июля в Лозанне Петтай впервые судил еврокубковый матч — матч 2-го квалификационного раунда Лиги Европы между швейцарским клубом «Лозанна-Спорт» и боснийским «Борацем» из Баня-Луки, который завершился победой хозяев со счётом 1:0. На этой встрече в одной бригаде с Петтаем работали московские лайнсмены Виталий Дроздов и Дмитрий Мосякин. 24 сентября в Каунасе Петтай отработал на матче квалификационного раунда отбора на чемпионат Европы U-17 между командами Литвы и Уэльса. Литовцы выиграли со счётом 1:0, а в течение матча Петтай показал 5 карточек — четыре жёлтых и одну прямую красную, удалив на 67-й минуте у литовцев Томаса Галдикаса.
В том же сезоне Петтай продолжал обслуживать международные матчи в качестве резервного судьи: так, 16 июля он в этом качестве в составе бригады Владислава Безбородова судил первый матч 2-го квалификационного раунда Лиги Европы между австрийским «Рапидом» из Вены и албанским клубом «Влазния» (победа венцев 5:0). Помимо этого, состоялся его дебют в международных матчах УЕФА в качестве вспомогательного арбитра, стоявшего за воротами. Так, в Лиге чемпионов УЕФА Петтай работал на матче 1-го тура группового этапа между «Бенфикой» и тель-авивским «Хапоэлем», состоявшемся 14 сентября 2010 года в Тель-Авиве и завершившемся победой «Бенфики» 2:0: встречу судил Алексей Николаев, а Владимир Петтай и Сергей Карасёв были судьями за воротами. Неделей ранее, 7 сентября 2010 года он работал в бригаде Владислава Безбородова в качестве резервного арбитра матч отборочного цикла чемпионата Европы между сборными Болгарии и Черногории (Черногория победила 1:0). 15 декабря уже на групповом этапе Лиги Европы Петтай и Карасёв работали в качестве судей за воротами в бригаде Николаева на матче «Севилья» — «Боруссия» Дортмунд (ничья 2:2).

### Последний год работы (2011)
6 декабря 2010 года Российский футбольный союз огласил список из 17 арбитров, которые должны были судить Кубок чемпионов Содружества 2011: в их число вошёл и Петтай. На Кубке он отработал два матча: матч 1-го тура группового этапа между молдавским клубом «Искра-Сталь» и таджикским «Истиклол» (1:1) и четвертьфинальный матч между латвийским «Сконто» и тем же «Истиклолом», завершившийся победой латвийской команды 2:0. По ходу четвертьфинала Петтай показал пять предупреждений и удалил на 69-й минуте игрока таджикского клуба Умеда Хабибуллоева после второй жёлтой.
11 февраля 2011 года Владимир Петтай и Сергей Карасёв работали судьями за воротами на первом матче 1/8 финала Лиги чемпионов между «Валенсией» и «Шальке 04» (1:1): игру судил Алексей Николаев. 7 апреля Петтай и Карасёв отработали в той же бригаде Николаева в том же качестве на первом матче четвертьфинала Лиги Европы между «Вильярреалом» и «Твенте» (победа «Вильярреала» 5:1). Последним международным матчем Петтая стал матч 25 марта 2011 года отборочного турнира чемпионата Европы между сборными Австрии и Бельгии (победа Бельгии 0:2): главным судьёй матча был Владислав Безбородов, а Петтай был резервным арбитром.
В переходном чемпионате России сезона 2011/2012 он успел отработать на 9 матчах, засчитав 23 гола, показав 43 жёлтых и одну красную карточки (показана после второй жёлтой) и назначив 4 пенальти. В частности, он обслуживал матч 1-го тура между «Анжи» и «Краснодаром», в котором махачкалинцев на поле вывел Роберто Карлос: встреча завершилась со счётом 0:0, а Петтай показал всего две жёлтые карточки. В переходном первенстве ФНЛ в качестве главного арбитра он отработал на трёх матчах, показав в них 12 предупреждений.
14 июня 2011 года Петтай отсудил свой 100-й матч в карьере судьи РФПЛ — встречу 13-го тура в Казани между «Рубином» и «Динамо». Капитан «динамовцев» Андрей Воронин сказал, что Петтай попросил его перед матчем обеспечить корректное поведение его же команды на поле. В течение матча Петтай показал семь жёлтых карточек и назначил один пенальти, а игра завершилась победой «Рубина» со счётом 3:0 . После матча Петтаю вручили торт в виде футбольного поля, на котором находились три арбитра и игроки. Петтай стал хронологически 22-м судьёй в истории советского и российского футбола, отсудившим 100 и более матчей в чемпионатах СССР и/или России.
Матч «Рубин» — «Динамо» стал последним для Петтая в чемпионатах России; фактически свой последний матч в качестве судьи он провёл на городском стадионе «Юность» 17 июня в рамках первенства Петрозаводска. В июле должен был состояться судейский семинар, на котором Петтаю должны были вручить специальный приз за 100 проведённых в РФПЛ матчей.

## Стиль судейства

### Коммуникативная сторона
Работу над своим стилем судейства Владимир Петтай вёл вместе с Алексеем Спириным. По словам Спирина, арбитр из Карелии выделялся собственной манерой поведения на поле, которая «отличалась от среднерусской» и была более близка к европейской: его сильной стороной была коммуникабельность, посредством которой он легко устанавливал отношения с игроками на поле. Обсуждая с Петтаем рекомендации по поводу демонстрации жёлтых карточек или отстранения протестов, Спирин посоветовал ему убрать руки за спину, расправить плечи, сделать гордую осанку и улыбнуться. Именно улыбка Владимира Петтая стала одним из главных отличительных признаков его работы, на что неоднократно обращали внимание и его коллеги по судейскому корпусу. По словам тренера Анатолия Бышовца, за счёт человеческих качеств Петтая в матчах часто снималась напряжённость, и он мог гасить конфликты без необходимости выносить кому-то предупреждения или удалять с поля.
Всякий раз, когда игроки протестовали против его решений, Петтай следовал рекомендациям Спирина, заводя руки за спину и улыбаясь: таким образом он предотвращал в зародыше многие конфликты с игроками. В некоторых случаях в ответ на заявления игроков о возможных ошибках Петтай говорил, что даже если факт ошибки на поле имел место, он уже не мог отменить своё решение. В то же время после окончания дисквалификация и возвращения Петтая на матч РПЛ журналисты стали отмечать, что арбитр стал реже улыбаться на поле. Капитан «Зенита» Владислав Радимов утверждал, что тот не был мягким арбитром и был способен жёстко ответить любому игроку на претензии. По словам супруги Владимира Надежды, после матчей он иногда предлагал делегациям клубов, выражающих недовольство судейством, составить корректную формулировку жалобы под предлогом того, что изначальную формулировку может отвергнуть КДК РФС.

### Подготовка к матчам
Помимо коммуникабельности, Спирин выделял у Петтая хорошие данные для аналитика, который быстро усваивал все правила и тонкости судейства футбольных матчей, а также хорошую физическую подготовку и умением грамотно выбрать позицию на поле. Для подготовки к матчам Петтай регулярно тренировался: однажды ему пришлось сбросить 6 кг и довести свой вес до оптимальных 73 кг. Во время заграничных командировок Петтай брал с собой всегда несколько пар обуви для разного покрытия. Глава судейско-инспекторского комитета РФС по Северо-Западу Виктор Кукла отмечал, что Петтай с самого начала своего обучения занимался анализом игры команд и отдельных футболистов, а также изучал характеры и манеру поведения игроков, ведя дневник и расписывая подробно все возникавшие игровые ситуации.
В 2006 году Петтай подчеркнул, что перед каждой предстоящей игрой обязательно читал спортивные газеты, изучая ориентировочные составы команд-участниц и даже пытаясь предположить расстановку противников, а иногда смотрел матчи дублёров. Перед самой игрой он обычно спал два часа, но в некоторых случаях пробовал отработать какие-то судейские ситуации на футбольном поле. В то же время, несмотря на глубокое понимание игры, Петтай не располагал собственной бригадой судей и почти на каждый матч выходил с новыми помощниками, что усложняло ему работу. Коллегия футбольных арбитров в подобных случаях вынуждена была надеяться на то, что за счёт правильных подсказок ассистентам Петтай справится с возложенными на него обязанностями.
Несколько раз на протяжении своей карьеры Петтай включался в список 5 лучших арбитров чемпионата России, хотя во время судейства матчей он часто допускал ошибки. Несмотря на звучавшую в его адрес критику, Петтай всегда признавал собственные огрехи и подробно разбирал резонансные моменты своего судейства.

## Тренерская карьера
На последнем курсе университета Петтай, не имея профильного образования, устроился тренером в детскую футбольную школу. Он заведовал учебной частью ДЮСШ № 7 Петрозаводска, проработав в школе на протяжении 15 лет тренером, завучем и методистом. В 2003—2005 годах он тренировал команду «Спартак» (Петрозаводск), которая выиграла в 2004 году чемпионат и кубок Петрозаводска, а в 2005 году чемпионат Петрозаводска в первой (высшей) лиге. Помимо тренировки футбольных команд, Петтай занимался подготовкой будущих футбольных арбитров в Карелии, открыв на базе ДЮСШ № 7 школу арбитров. Ученики ДЮСШ Петтая обеспечили дальнейшую работу школы судей в Петрозаводске.
Многие из воспитанников ДЮСШ № 7, учившиеся у Петтая, позже стали арбитрами. Так, Александр Дуденков стал судьёй Первого дивизиона ФНЛ, а после окончания карьеры занялся обучением молодых судей в структуре РФС. В 2011 году семь воспитанников Петтая работали судьями РФС на разных уровнях, судя региональные матчи. В 2023 году матчи РПЛ обслуживала бригада судей из Петрозаводска — Артур Фёдоров в качестве главного судьи и Рустам Мухтаров и Дмитрий Семёнов в качестве ассистентов, которые прежде были воспитанниками Петтая (Фёдоров и Мухтаров также преподают в школе футбольных судей Петрозаводска). Сам Петтай при жизни говорил, что хотел бы дождаться того момента, когда на матче РПЛ будет работать бригада судей, составленная исключительно из жителей Петрозаводска.

## Личная жизнь
Супруга — Надежда, выпускница филфака, работала в школе учительницей английского. Со своей будущей женой Владимир познакомился на футбольном матче, они проживали вместе с 1995 года. Двое детей — Матвей и Дарья. Владимир немного владел английским языком. В качестве хобби он собирал сувенирные бутылки из-под алкогольных напитков — дома у него скопилось 568 бутылок самых разных форм. Он собирал пивные этикетки, хотя сам пиво никогда не пил. Любимый фильм — «Свой среди чужих, чужой среди своих». Владимир проживал с семьёй в трёхкомнатной квартире в панельном доме в петрозаводском районе Куковка, у него была собственная дача. Помимо футбола, он занимался бизнесом, владел ночным клубом «Контакт».
Из игроков Петтай хорошо общался с Владиславом Радимовым и Егором Титовым, а также высоко оценивал уровень игры Андрея Аршавина. Из судей его близким другом был Алексей Николаев. Сам Петтай был крайне известной личностью в Петрозаводске, но не любил собственную популярность. С 30 лет он начал вести свой дневник, где записывал собственные мысли и размышления. Был верующим, часто ходил в церковь.

## Гибель
20 июня 2011 года Владимир Петтай с пересадкой в аэропорту Домодедово возвращался в Петрозаводск из Владикавказа, где был на праздновании юбилея директора футбольного клуба «Алания» Александра Стельмаха. Петтай намеревался прибыть поездом в Петрозаводск, чтобы провести выходной с семьёй, но не успел на поезд, который отходил в 19 часов. В последний момент он купил билет на ближайший авиарейс, следовавший в Петрозаводск, хотя сам боялся летать самолётами — он говорил, что всегда с трудом переносил взлёт и посадку. Арбитр оказался среди пассажиров авиалайнера Ту-134, который в тот день при заходе на посадку в аэропорт Петрозаводска разбился в районе деревни Бесовец, упав на автомобильной трассе Петрозаводск — Суоярви. Среди 47 погибших в авиакатастрофе людей был и Владимир Петтай.
26 июня 2011 год Петтай должен был судить матч 16-го тура чемпионата России между московским «Спартаком» и «Ростовом»; предполагалось, что он проведёт ещё один еврокубковый матч в Македонии. Позже на встречу «Спартака» и «Ростова» главным судьёй был назначен Сергей Лапочкин. Прощание с Петтаем состоялось 24 июня в Петрозаводске в зале траурных церемоний: на похоронах присутствовали, в частности, нападающий «Ротора» и давний друг Петтая Денис Зубко, директор ФК «Алания» Александр Стельмах и бывший глава департамента судейства и инспектирования РФС Сергей Зуев. Петтай был похоронен на кладбище «Сулажгора» в Петрозаводске: на свежую могилу возложили не только цветы и венки, но и фанатские шарфы российских клубов и российской сборной.
Все матчи 15-го тура чемпионата России начались с минуты молчания в память Петтая: на эти встречи все игроки клубов вышли с чёрными траурными повязками. 22 июня на обоих полуфиналах молодёжного чемпионата Европы судьи выходили на поле с траурными повязками.

## Память
Имя Владимира Петтая носят несколько турниров по футболу, ежегодно проводящихся в Петрозаводске. Так, с 2011 года ежегодно проводится розыгрыш с участием шести команд, связанных с биографией Владимира Петтая: клубом «Пудож» (город, в котором родился арбитр), петрозаводскими командами «Орбита» (в ней Петтай начинал осваивать азы футбола), «Спартак» (играл за команду во Второй лиге и тренировал её) и «Университет» (выступал за мини-футбольную команду в студенческие годы), а также командами судей Петрозаводска (руководил коллегией футбольных судей Карелии) и судей РПЛ. В 2023 году победителем розыгрыша мемориала стала команда судей РПЛ, обыгравшая в финале со счётом 6:5 петрозаводский «Спартак». Организатором турнира является Александр Дуденков, один из учеников Петтая.
С 7 по 9 мая 2012 года в Петрозаводске прошёл первый детско-юношеский турнир футбольный памяти Владимира Петтая: его призёрами стали ивановский «Текстильщик» (победитель), петрозаводская ДЮСШ № 7 (второе место) и череповецкий «Аист» (третье место). В 2019 году состоялся очередной детско-юношеский турнир памяти Петтая, в котором приняли участие 24 юношеские команды из 16 районов районов Карелии и команды финского города Йоэнсуу. Первое и второе место заняли две команды ДЮСШ № 7 «Сатурн» и «Сатурн-2», а третье место завоевала команда YPA из Йоэнсуу. Имя Петтая было присвоено Петрозаводскому центру подготовки спортивных судей.
В судейской комнате казанского стадиона «Ак Барс Арена» вывешен портрет Владимира Петтая как напоминание о том, что именно в Казани Петтай судил свой последний официальный матч в РФПЛ. В 2018 году в память о судье вышел документальный фильм «Путь Петтая». 25 июля 2023 года перед началом матча 1-го тура группового этапа Кубка России между «Локомотивом» и «Уралом» судейская бригада из Петрозаводска во главе с Артуром Фёдоровым вышла на поле в футболках с портретом Петтая и подписью «Спасибо за всё, друг и учитель!».

## Судейская статистика

### РФПЛ
Владимир Петтай отсудил в Премьер-лиге ровно 100 матчей, причём чаще всего он судил матчи с участием московских команд — «Спартака» (18 матчей), «Динамо» (17 матчей) и ЦСКА (16 матчей). Он успел проработать на 10 матчах «Зенита» и на трёх матчах «Торпедо», прежде чем было принято решение не назначать его на игры этих клубов.
За эти 100 матчей Петтай суммарно засчитал 240 голов (в среднем 2,4 гола за матч при среднем показателе 2,41 для чемпионатов России с 2003 по 2011 годы). В 28 матчах чемпионата России Петтай назначил суммарно 31 пенальти (в среднем 3,23 за матч при среднем показателе 3,27 для чемпионатов России с 2003 по 2011 годы): в 26 матчах он назначал по одному удару, в оставшихся двух — два и три 11-метровых удара соответственно. В этих матчах 19 пенальти были назначены в пользу хозяев, 12 пенальти — в пользу гостей (примерное соотношение в процентах — 63% в пользу хозяев, 37% в пользу гостей). Рекордсменом по числу наказаний в виде назначенных пенальти стал «Шинник»: за все матчи с участием Петтая в ворота ярославцев было назначено шесть пенальти.
За проведённые 100 матчей Петтай показал игрокам суммарно 472 жёлтых и 23 красных карточки. Из показанных жёлтых карточек 233 были показаны хозяевам матчей, 239 — гостям (примерное соотношение в процентах — 49% хозяевам, 51% гостям). Из 23 показанных красных карточек формально 16 были показаны после вторых жёлтых (5 — хозяевам, 11 — гостям) и только 7 были прямыми красными карточками (4 — хозяевам, 3 — гостям). В процентном плане показанных красных карточек примерно 33% были показаны хозяевам, 67% — гостям. За исключением матча «Зенит» — «Спартак» 2004 года и ЦСКА — «Зенит» 2006 года, во всех матчах Петтай показывал не более 9 карточек за встречу. В целом показатели Петтая по среднему количеству карточек или пенальти за матч были ниже, чем среднестатистические показатели всех судей чемпионата России.
Данные по судейству матчей РФПЛ приведены в таблице в соответствии с информацией от Акселя Вартаняна (газета «Спорт-Экспресс»), официального сайта Российской Премьер-лиги и сайта Sportbox:
| Сезон     | Матчи             | Засчитанные голы  | Жёлтые карточки   | Красные карточки  | Пенальти          |
| --------- | ----------------- | ----------------- | ----------------- | ----------------- | ----------------- |
| 2003      | 6                 | 14                | 20                | 1                 | 1                 |
| 2004      | 9                 | 24                | 43                | 1                 | 4                 |
| 2005      | 10                | 25                | 46                | 3                 | 7                 |
| 2006      | 15                | 27                | 80                | 3                 | 3                 |
| 2007      | Дисквалифицирован | Дисквалифицирован | Дисквалифицирован | Дисквалифицирован | Дисквалифицирован |
| 2008      | 20                | 34                | 103               | 5                 | 4                 |
| 2009      | 19                | 59                | 83                | 7                 | 5                 |
| 2010      | 12                | 34                | 54                | 2                 | 3                 |
| 2011/2012 | 9                 | 23                | 43                | 1                 | 4                 |
| Итого     | 100               | 240               | 472               | 23                | 31                |

| Сезон     | Матчи | Жёлтые карточки | Красные карточки |
| --------- | ----- | --------------- | ---------------- |
| 2001      | 7     | 27              | 1                |
| 2002      | 10    | 42              | 3                |
| 2003      | 9     | 51              | 5                |
| 2004      | 8     | 36              | 4                |
| 2005      | 4     | 15              | 1                |
| 2006      | 4     | 18              | 0                |
| 2007      | 3     | 15              | 0                |
| 2008      | 6     | 24              | 2                |
| 2009      | 5     | 18              | 1                |
| 2010      | 3     | 13              | 0                |
| 2011/2012 | 3     | 17              | 0                |

| 2001         | 10             | 46             | 2              |                |                |
| 2002         | 11             | 34             | 6              |                |                |
| 2003         | 5              | 17             | 0              |                |                |
| 2004         | Не судил матчи | Не судил матчи | Не судил матчи | Не судил матчи | Не судил матчи |
| 2005         | Не судил матчи | Не судил матчи | Не судил матчи | Не судил матчи | Не судил матчи |
| 2006         | Не судил матчи | Не судил матчи | Не судил матчи | Не судил матчи | Не судил матчи |
| 2007 (Центр) | 1              | 0              | 0              |                |                |
| 2007 (Запад) | 5              | 28             | 1              |                |                |